# Tom Harmon
Thomas Dudley Harmon, detto Tom (Rensselaer, 28 settembre 1919 – Los Angeles, 15 marzo 1990), è stato un giocatore di football americano statunitense che ha giocato nel ruolo di halfback per i Los Angeles Rams della National Football League (NFL). Fu la prima scelta assoluta del Draft NFL 1941 da parte dei Chicago Bears. Al college aveva giocato a football all'Università del Michigan dove vinse l'Heisman Trophy, il massimo riconoscimento individuale a livello universitario.

## Carriera professionistica
Harmon fu scelto dai Chicago Bears come primo assoluto nel Draft NFL 1941, preferendo tuttavia firmare per i New York Americans della rivale American Football League. Durante la seconda guerra mondiale si arruolò nelle forze aeree. Dal 1946 al 1947 Harmon giocò nel football professionistico nei Los Angeles Rams, ma gli infortuni alle gambe riportati durante la guerra limitarono le sue prestazioni. Si concentrò in seguito nella carriera radiofonica e televisiva, diventando uno dei primi atleti ad effettuare con successo la transizione da stella sportiva a celebrità dei media.

## Palmarès
- Heisman Trophy (1940)
- Atleta maschile dell'anno dell'Associated Press (1940)
- College Football Hall of Fame
- Numero 48 ritirato dai Michigan Wolverines

## Statistiche
| Partite totali     | 22  |
| Yard su corsa      | 547 |
| Touchdown su corsa | 3   |

## Vita privata
Nel 1944, Harmon si sposò con l'attrice Elyse Knox, dalla quale ebbe tre figli, Kirstin (nata nel 1945 e morta nel 2018), Kelly (nata nel 1948) e Mark, nato il 2 settembre 1951 e divenuto celebre attore cinematografico e televisivo, noto in particolare quale protagonista della serie televisiva NCIS - Unità anticrimine.